# Hi Voltage
Hi Voltage è un album di Hank Mobley, pubblicato dalla Blue Note Records nel marzo 1968.I brani dell'album furono registrati il 9 ottobre 1967 al Van Gelder Studio di Englewood Cliffs, New Jersey (Stati Uniti).

## Tracce
Lato A
1. High Voltage – 8:05 (Hank Mobley)
2. Two and One – 6:05 (Hank Mobley)
3. No More Goodbyes – 5:35 (Hank Mobley)

Lato B
1. Advance Notice – 5:53 (Hank Mobley)
2. Bossa de Luxe – 7:27 (Hank Mobley)
3. Flirty Gerty – 6:57 (Hank Mobley)

## Musicisti
- Hank Mobley - sassofono tenore
- Jackie McLean - sassofono alto (tranne nel brano: A3)
- Blue Mitchell - tromba (tranne nel brano: A3)[2]
- John Hicks - pianoforte
- Bob Cranshaw - contrabbasso
- Billy Higgins - batteria